# Ротерем Таун (1878)
«Ротерем Таун» (англ. Rotherham Town Football Club) — английский футбольный клуб из Ротерема, графство Йоркшир. Был основан в 1878 году и расформирован в 1896 году. Провёл три сезона в Футбольной лиге Англии.

## История
Клуб был основан в 1878 году под названием «Лунар Роверс» (англ. Lunar Rovers). В 1882 году название команды поменяли на «Ротерем», а затем — на «Ротерем Таун». В 1883 году команда дебютировала в Кубке Англии. В 1889 году «Ротерем Таун» стал одним из основателей Лиги Мидленда. В 1892 и 1893 году команда выиграла этот турнир. В 1893 году «Ротерем Таун» был избран в Футбольную лигу, вступив во Второй дивизион Футбольной лиги.
Клуб провёл в Футбольной лиге три сезона, занимая во Втором дивизионе 14-е, 12-е и 15-е место. После завершения сезона 1895/96 команда не подала заявку на участие в Футбольной лиге следующего сезона и прекратила своё существование.
Команда проводила домашние матчи на стадионах «Клифтон Лейн» and «Клифтон Гроув».
Артур Уортон, первый чернокожий профессиональный футболист, выступал за «Ротерем Таун» с 1889 по 1894 год.
Свой первый в истории матч футбольный клуб «Ливерпуль» провёл против «Ротерем Таун»: это произошло 1 сентября 1892 года на стадионе «Энфилд»; «Ливерпуль» победил в этом товарищеском матче со счётом 7:1.
В 1899 году был создан клуб с тем же названием — «Ротерем Таун». В 1925 году он объединился в клубом «Ротерем Каунти», образовав новый клуб — «Ротерем Юнайтед», существующий и по сей день.

### Сезоны
| Сезон   | Дивизион                        | Позиция | Кубок Англии    |
| ------- | ------------------------------- | ------- | --------------- |
| 1883/84 |                                 |         | 2-й раунд       |
| 1884/85 |                                 |         | 1-й раунд       |
| 1885/86 |                                 |         | 1-й раунд       |
| 1886/87 |                                 |         | 2-й раунд       |
| 1887/88 |                                 |         | 2-й раунд       |
| 1888/89 |                                 |         | 2-й квал. раунд |
| 1889/90 | Лига Мидленда                   | 3-е/11  | 4-й квал. раунд |
| 1890/91 | Лига Мидленда                   | 7-е/10  | 4-й квал. раунд |
| 1891/92 | Лига Мидленда                   | 1-е/11  | 3-й квал. раунд |
| 1892/93 | Лига Мидленда                   | 1-е/13  | 3-й квал. раунд |
| 1893/94 | Второй дивизион Футбольной лиги | 14-е/15 | 1-й квал. раунд |
| 1894/95 | Второй дивизион Футбольной лиги | 12-е/16 | 1-й квал. раунд |
| 1895/96 | Второй дивизион Футбольной лиги | 15-е/16 | 4-й квал. раунд |

## Достижения
- Чемпион Лиги Мидленда (2): 1891/92, 1892/93